# Hanjin Heavy Industries

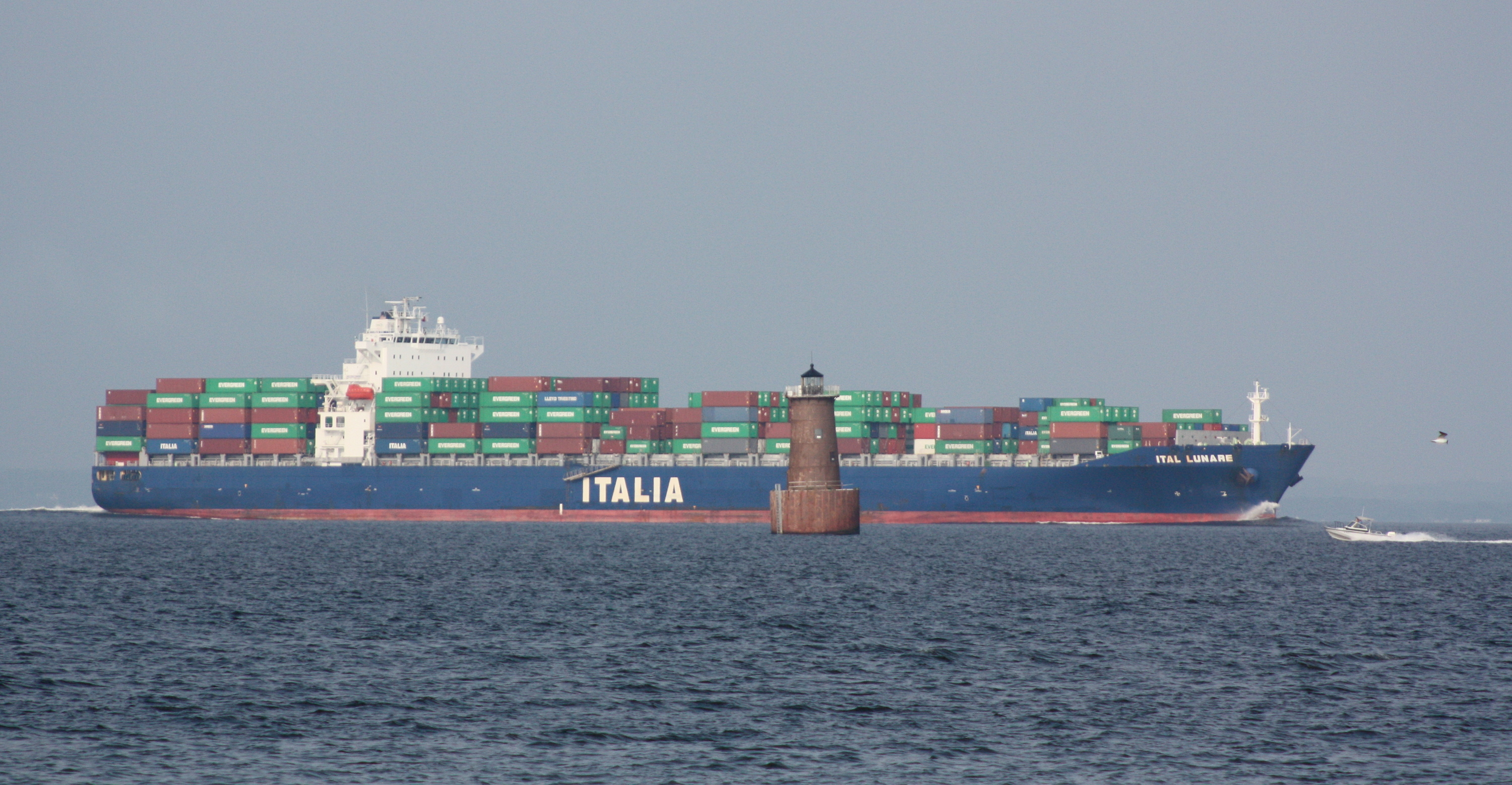
Containerschiff Ital Lunare, gebaut von Hanjin Heavy Industries im Jahre 2007

Hanjin Heavy Industries (Hangeul: 한진중공업, Hanja: 韓進重工業, Revidierte Romanisierung: Hanjin Junggongeob) ist ein südkoreanisches Unternehmen mit Firmensitz in Busan.
Das Unternehmen wurde 1937, als erste koreanische Schiffbaufirma, unter der Firma Chosun Heavy Industries Co. gegründet und ist heute ein Tochterunternehmen der Hanjin Group, zu der auch die Fluglinie Korean Air gehört. Als Werft baut das Unternehmen unter anderem Containerschiffe, Trossschiffe und Öltanker.
2006 wurde die Tochterwerft Hanjin Heavy Industries and Construction Philippines (HHIC Phil) in der Subic-Bucht errichtet, heute die größte philippinische Werft und eine der größten der Welt. 2019 wurde Insolvenz des philippinischen Tochterunternehmens beantragt.